# Erica carnea
Erica carnea és una espècie de planta de la família de les Ericàcies nativa de les àrees muntanyoses del centre i el sud d'Europa a l'est dels Alps, on es pot trobar en boscos de coníferes o a vessants pedregosos.

## Descripció

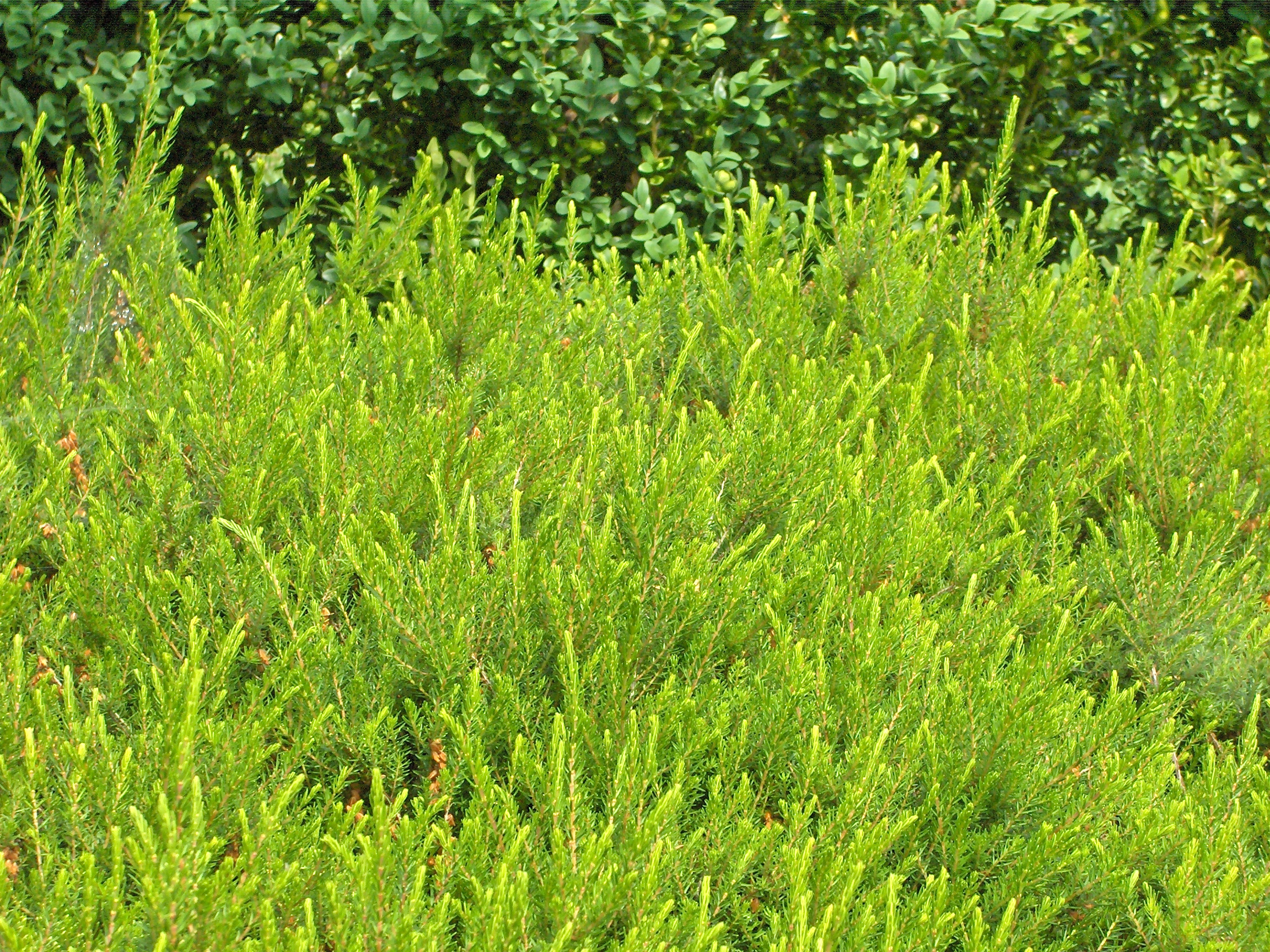
Erica carnea, cultivar de la sèrie "Springwood"

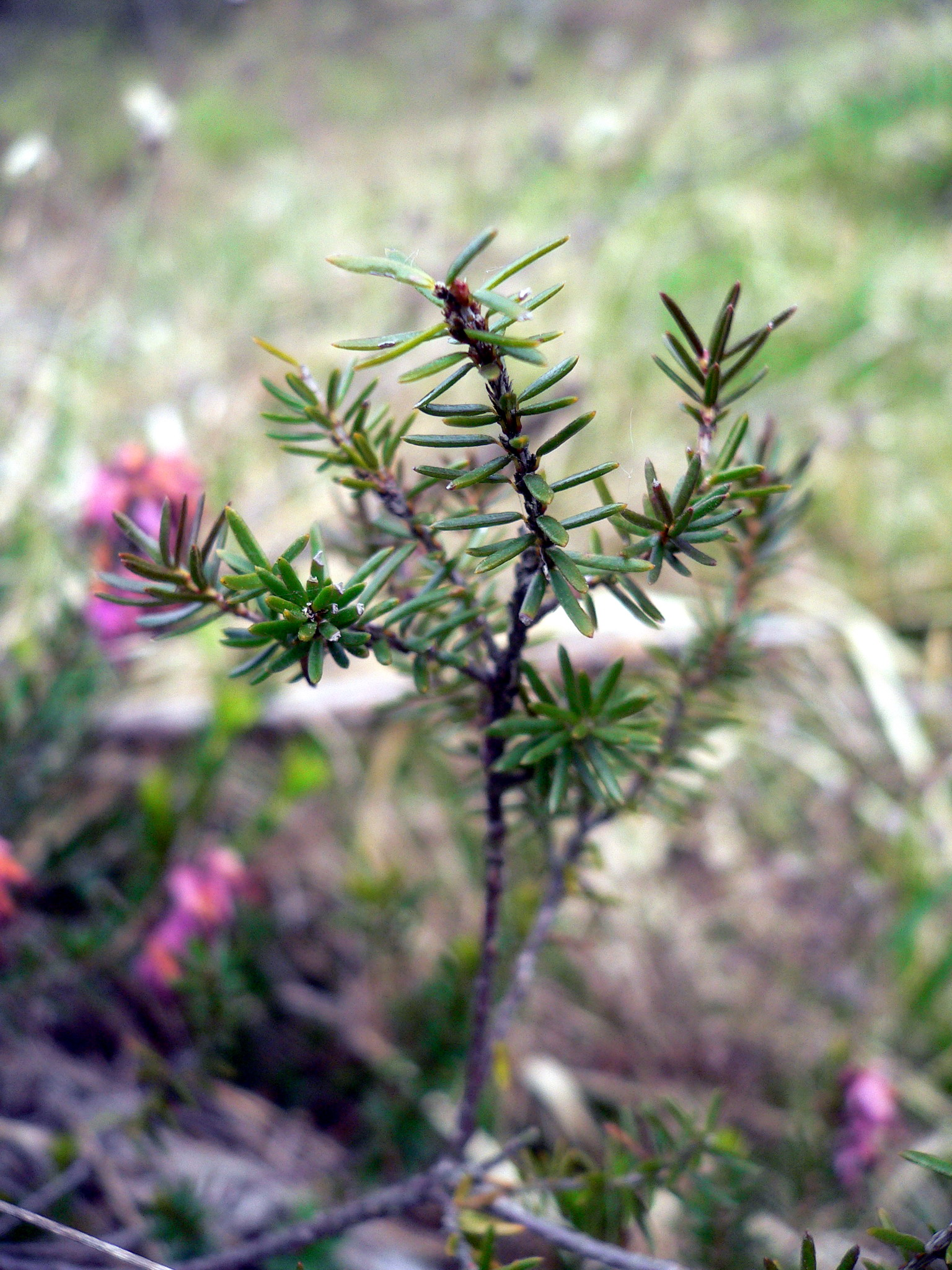
Tiges i fulles

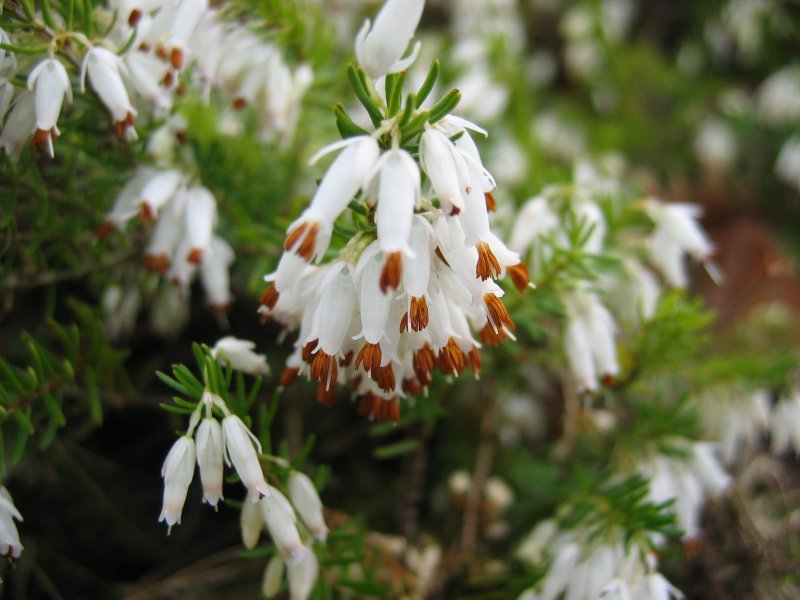
E. carnea var. alba

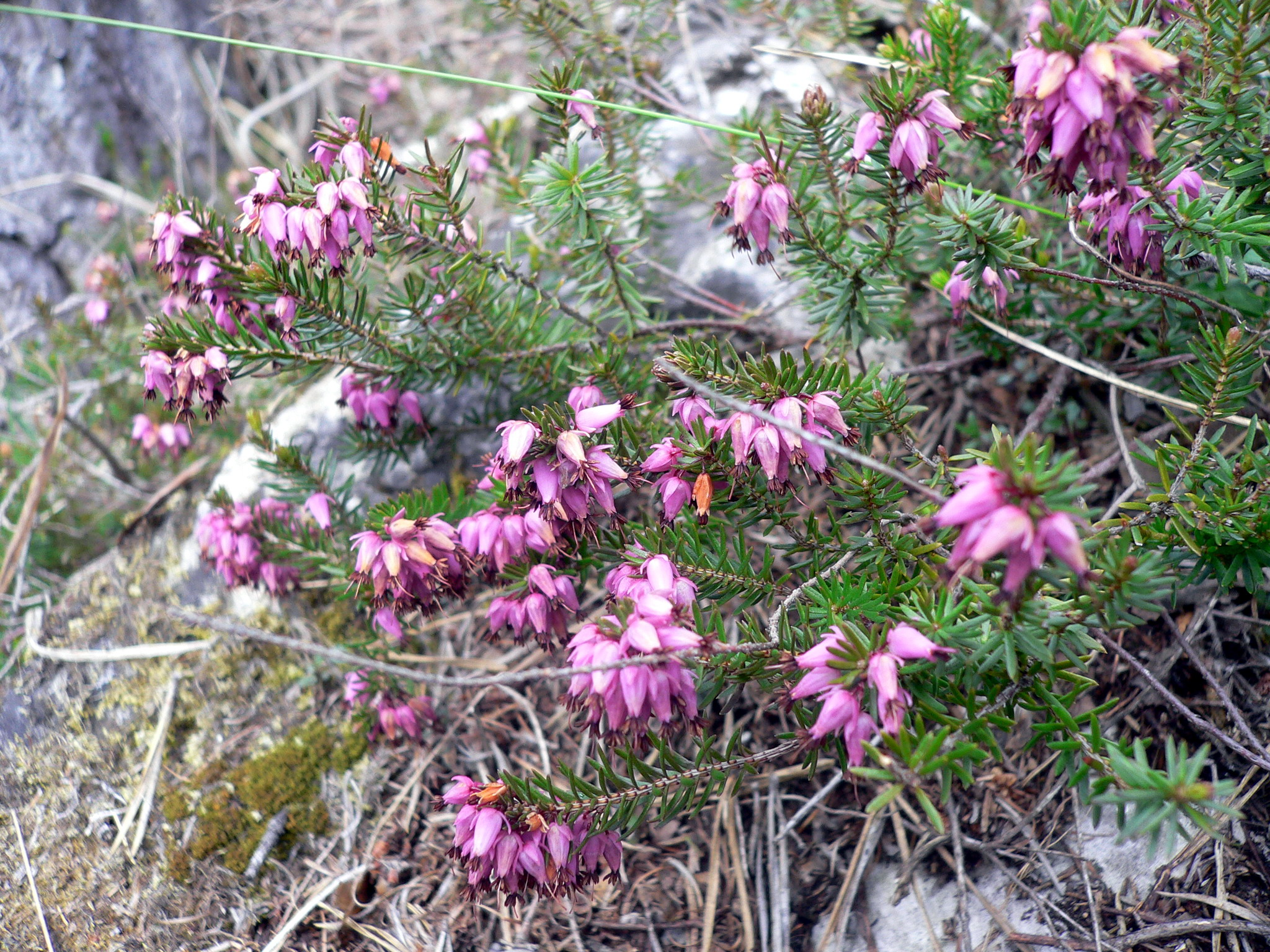
Vista general

És un petit arbust de creixement lent, que arriba a mesurar de 10 a 25 cm d'alçada, perennifoli amb fulles aciculars de 4 a 8 mm de longitud, que es presenten en verticils de quatre. Les flors es produeixen en raïms a finals de l'hivern o inicis de la primavera, sovint començant a florir mentre que la planta encara està coberta de neu. La flor individual té forma de campana, de 4 a 6 mm de longitud, de color vermellós a rosat fosc, rarament blanc.
El primer nom publicat per l'espècie va ser Erica herbacea, però el nom E. carnea (publicat tres pàgines més endavant al mateix llibre) és tan àmpliament utilitzat, i el nom anterior tan poc usat, que una proposta formal per conservar el nom E. carnea sobre E. herbacea va ser acceptada pel Congrés Internacional de Botànica el 1999.

## Cultiu i usos
Es conrea abundantment com a planta ornamental a causa de la seva floració hivernal; els seus més de 100 cultivars han estat seleccionats per la variació en el color de la flor i de la fulla. La majoria de les espècies d'Erica són tolerants als sòls calcaris així com als sòls àcids, esdevenint una planta més fàcil de conrear a moltes àrees.
Entre les seves cultivars més comunes s'inclouen l'"Aurea", "Springwood Mix", "Springwood White" (blanc) i "Winter Sport".

## Taxonomia
Erica carnea va ser descrita per Linné i publicada a Species Plantarum 1: 355. 1753.

### Etimologia
- Erica: nom genèric que deriva del grec ereíkē (eríkē); llatinitzat erice, -es f. i erica = "bruc" en general, tant del gènere Erica L. com la Calluna vulgaris (L.) Hull, anomenada bruguerola.[2]
- herbacea: epítet llatí que significa "de carn".[3]

### Sinonímia
- Erica herbacea L.[4]

### Citologia
Nombre de cromosomes d'Erica arborea (Fam. Ericaceae) i taxons infraespecífics: 2n = 24.